# Isn't She Lovely?
Isn't She Lovely? is een lied van Stevie Wonder. Het is afkomstig van zijn album Songs in the Key of Life.

## Geschiedenis
Alhoewel het een van de bekendste liedjes van Stevie Wonder is, is het nooit op single verschenen. Wonder wilde dat niet. Het lied is geschreven ter gelegenheid van de geboorte van zijn dochter Aisha (Isn't she lovely, made from love). Gekraai van Aisha en haar spel met Wonder zijn te horen in het nummer, dat zich volgens een standaard-kwintencirkel ontwikkelt met mondharmonica-begeleiding en -solo. Het lied dankt zijn populariteit aan de airplay die het bij radiozenders kreeg. Daarvoor was wel een verkorte versie van 3:18 beschikbaar.
Een reeks artiesten heeft het lied opnieuw opgenomen, daarbij werd het genre gewijzigd van punk (Me First and the Gimme Gimmes) tot jazzy (Frank Sinatra).
Een instrumentale versie Isn't She Lovely? werd gespeeld na de toespraak van Michelle Obama tijdens de conventie van de Amerikaanse Democratische Partij in 2008.

## Lijsten
Isn't She Lovely? is een lied dat (in de uitvoering van Stevie Wonder zelf) de Radio 2 Top 2000 haalde zonder single te zijn. De single-uitvoering van David Parton haalde de singlelijsten wel. Tony Alberti haalde als Tony Steward de 28e plaats van de Nationale Hitparade met het lied.

### Nederlandse Top 40
| "Isn’t She Lovely (David Parton)" in de Nederlandse Top 40 binnen: week 9/1977 | "Isn’t She Lovely (David Parton)" in de Nederlandse Top 40 binnen: week 9/1977 | "Isn’t She Lovely (David Parton)" in de Nederlandse Top 40 binnen: week 9/1977 | "Isn’t She Lovely (David Parton)" in de Nederlandse Top 40 binnen: week 9/1977 | "Isn’t She Lovely (David Parton)" in de Nederlandse Top 40 binnen: week 9/1977 | "Isn’t She Lovely (David Parton)" in de Nederlandse Top 40 binnen: week 9/1977 | "Isn’t She Lovely (David Parton)" in de Nederlandse Top 40 binnen: week 9/1977 |
| Week                                                                           | 1                                                                              | 2                                                                              | 3                                                                              | 4                                                                              | 5                                                                              |                                                                                |
| ------------------------------------------------------------------------------ | ------------------------------------------------------------------------------ | ------------------------------------------------------------------------------ | ------------------------------------------------------------------------------ | ------------------------------------------------------------------------------ | ------------------------------------------------------------------------------ | ------------------------------------------------------------------------------ |
| Nummer                                                                         | 30                                                                             | 17                                                                             | 11                                                                             | 11                                                                             | 29                                                                             | uit                                                                            |

### Nationale Hitparade (Parton)
| "Isn’t She Lovely (David Parton)" in de Nationale Hitparade binnen: 26-02-1977 | "Isn’t She Lovely (David Parton)" in de Nationale Hitparade binnen: 26-02-1977 | "Isn’t She Lovely (David Parton)" in de Nationale Hitparade binnen: 26-02-1977 | "Isn’t She Lovely (David Parton)" in de Nationale Hitparade binnen: 26-02-1977 | "Isn’t She Lovely (David Parton)" in de Nationale Hitparade binnen: 26-02-1977 | "Isn’t She Lovely (David Parton)" in de Nationale Hitparade binnen: 26-02-1977 |
| Week                                                                           | 1                                                                              | 2                                                                              | 3                                                                              | 4                                                                              |                                                                                |
| ------------------------------------------------------------------------------ | ------------------------------------------------------------------------------ | ------------------------------------------------------------------------------ | ------------------------------------------------------------------------------ | ------------------------------------------------------------------------------ | ------------------------------------------------------------------------------ |
| Nummer                                                                         | 29                                                                             | 15                                                                             | 11                                                                             | 16                                                                             | uit                                                                            |

### Nationale Hitparade (Steward)
| "Isn’t She Lovely (Tony Steward)" in de Nationale Hitparade binnen: 26-02-1977 | "Isn’t She Lovely (Tony Steward)" in de Nationale Hitparade binnen: 26-02-1977 | "Isn’t She Lovely (Tony Steward)" in de Nationale Hitparade binnen: 26-02-1977 |
| Week                                                                           | 1                                                                              |                                                                                |
| ------------------------------------------------------------------------------ | ------------------------------------------------------------------------------ | ------------------------------------------------------------------------------ |
| Nummer                                                                         | 28                                                                             | uit                                                                            |

### NPO Radio 2 Top 2000
| Nummer met noteringen in de NPO Radio 2 Top 2000 | '99 | '00 | '01  | '02  | '03  | '04 | '05 | '06 | '07 | '08 | '09  | '10 | '11 | '12 | '13 | '14  | '15  | '16  | '17  | '18 | '19  | '20  | '21  | '22  | '23  | '24  |
| ------------------------------------------------ | --- | --- | ---- | ---- | ---- | --- | --- | --- | --- | --- | ---- | --- | --- | --- | --- | ---- | ---- | ---- | ---- | --- | ---- | ---- | ---- | ---- | ---- | ---- |
| Isn't She Lovely? (Stevie Wonder)                | 682 | -   | 1339 | 1043 | 1073 | 759 | 787 | 746 | 823 | 800 | 1954 | 926 | 819 | 841 | 914 | 1183 | 1314 | 1118 | 1300 | 917 | 1206 | 1115 | 1143 | 1408 | 1466 | 1711 |

1. ↑  Een '-' betekent dat het nummer niet was genoteerd en een vetgedrukt getal geeft de hoogste notering aan.